# حصار الكرك (1187–1188)
حصار الكرك هو حصار شنته جيوش السلطنة الأيوبية ضد حصن الكرك الصليبي. وبعد سنة ونصف من الحصار، استسلم الحصن الصليبي للمسلمين.

## تاريخ
في مايو 1187، غادر صلاح الدين منطقة شرق الأردن وبدأ هجومه ضد الصليبيين. قاد صلاح الدين قوة إلى بصرى لحماية قوافل الحج العائدة. ثم توجهت القوات الأيوبية جنوباً نحو منطقة ما وراء الأردن الفرنجية، حيث انضمت إليهم فرقة من مصر. وقامت فرقة من القوات الأيوبية بفرض حصار على حصن الكرك، بينما قامت فرقة أخرى بغارات على مناطق السيطرة الفرنجية.
قاد سعد الدين كمشباه القوات الأيوبية في حصار الكرك. ويُرجّح أن القوات الأيوبية لم تكن تمتلك معدات حربية قوية، فغيرت تكتيكها لفرض حصار خفيف يهدف إلى تجويع الحامية.
كانت حامية الكرك تمثل تهديداً بسيطاً للمسلمين، وبعد الهزيمة القاسية للصليبيين في معركة حطين، لم يكن من المتوقع أن تصل أي قوة إغاثة قريباً، مما سمح للأيوبيين باتباع أسلوب أكثر هدوءًا في حصارهم، حيث انتظروا استسلام الصليبيين. وقد كانت الأيوبيون قد فشلوا سابقًا في محاولاتهم للاستيلاء على الكرك في عامي 1183 و1184، ولكنهم سعوا إلى إقناع الصليبيين بخطورة موقفهم بعد هزيمتهم في حطين.
في معركة حطين، أسر الأيوبيون همفري الرابع ملك تورون. وكانت والدته، ستيفاني دي ميلي، وزوجته في القدس حين استسلمت المدينة في أكتوبر. سمح صلاح الدين لهمفري بالاجتماع بوالدته وزوجته، ورتبت ستيفاني صفقة لتسليم الكرك مقابل إطلاق سراح همفري. عند وصولها إلى الكرك، رفضت الحامية الاستسلام. ومع مرور الوقت، بدأت الحامية تنفد إمداداتها، ولم يكن أمامها خيار سوى الاستسلام. وفي نوفمبر 1188، وبعد سنة ونصف، استسلمت الحامية وسُمح لها بالمغادرة بأمان، وأُطلق سراح همفري. ولم يعد الكرك أبداً تحت سيطرة الصليبيين.